# Starý židovský hřbitov v Uherském Brodě
Starý židovský hřbitov v Uherském Brodě byl zřejmě založen nejpozději v 17. století. Památník na místě bývalého židovského pohřebiště se nachází asi 700 m jihozápadně od Nového židovského hřbitova v ulici Pod Valy na východ od uherskobrodského železničního nádraží.
Po roce 1870, kdy byl založen nový hřbitov, pozbylo toto pohřebiště svoji funkci a během okupace bylo zdevastováno. Po skončení války byly zbylé náhrobky přemístěny na nový hřbitov. Nejstarší dochovaný náhrobní kámen maceva pochází z roku 1601. Na původním místě lze najít pouze torza zlomených a zapadlých náhrobků.
Uherskobrodská židovská komunita přestala existovat v roce 1940.
Z bývalého ghetta v jihovýchodní části hrazeného města se dodnes dochovaly pouze dvě budovy, stará i nová synagoga i ortodoxní modlitebna v ghettu byly zbořeny.